# Cantwell (Alaska)
Cantwell (Yidateni Na’ in Ahtna) è un CDP degli Stati Uniti d'America, situato nello Stato dell'Alaska e in particolare nel Borough di Denali.